# Antistès

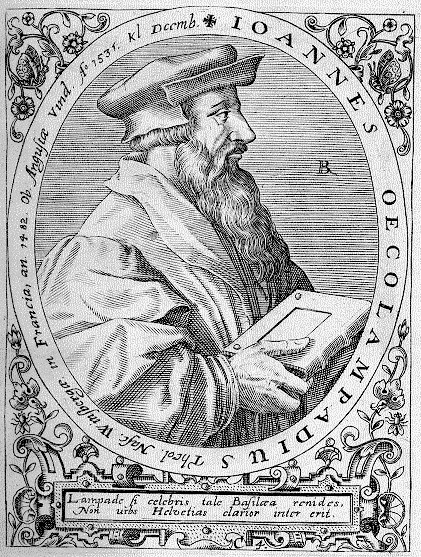
Œcolampade fut l'antistès de Bâle à partir de 1529.

Antistès était un titre ecclésiastique attribué au président des Églises réformées en Suisse du XVIe siècle au XIXe siècle. Initialement employé comme titre honorifique, Ulrich Zwingli fut le premier à le porter en 1525. 
Le titre, utilisé dans les cantons réformés, fut remplacé à la fin du XIXe par « Président du conseil d'Église » .

## Quelques antistès
à Zurich
- Ulrich Zwingli (1484-1531) — de 1525 à sa mort
- Heinrich Bullinger (1504-1575) — de 1532 à sa mort
- Rudolf Gwalther (en) (1519-1586) — de 1575 à 1585[2]
- Ludwig Lavater (en) (1527-1586) — de 1585 à sa mort[3]
- Johann Jakob Breitinger (1575-1645) — de 1613 à sa mort[4]
- Johann Ludwig Nüscheler (de) (1672-1737) — de 1718 à sa mort [5]
- Johann Jakob Hess (1741-1828) — de 1795 à sa mort[6]

à Bâle
- Œcolampade (1482-1531) — de 1529 à sa mort
- Oswald Myconius (1488-1552) — de 1531 à sa mort[7]
- Ambrosius Blarer (1492-1564) — de 1552 à 1553[7]
- Simon Sulzer (en) (1508-1585) — de 1553 à sa mort[7]
- Johann Jakob Grynaeus (en) (1540-1617) — de 1585 à sa mort[8]
- Johannes Wolleb (en) (1589-1629) — de 1618 à sa mort[9]
- Theodor Zwinger (1597-1654) — de 1630 à sa mort[10]
- Peter Werenfels (de) (1627-1703) — de 1675 à sa mort[11]
- Samuel Preiswerk (1799-1871) — de 1859 à sa mort[12]
- Jacob Burckhardt (1818-1897)

à Schaffhouse
- Johann Konrad Ulmer (de) (1519-1600) — de 1569 à 1570[13]
- Johann Wilhelm Meyer (1690-1767)